# Nocek Alkatoe
Nocek Alkatoe (Myotis alcathoe) – gatunek ssaka z podrodziny nocków (Myotinae) w obrębie rodziny mroczkowatych (Vespertilionidae).

## Taksonomia
Gatunek po raz pierwszy zgodnie z zasadami nazewnictwa binominalnego opisali w 2001 roku niemieccy zoolodzy Otto von Helversen i Klaus-Gerhard Heller, nadając mu nazwę Myotis alcathoe. Holotyp został złapany w sieci nad małym strumieniem Fournikos Potamos, w pobliżu wioski Klisto (39°05′N 21°49′E/39,083333 21,816667), w Eurytanii, w Grecji. Podgatunek circassicus po raz pierwszy zgodnie z zasadami nazewnictwa binominalnego opisał czesko-rosyjski zespół zoologów (Czesi Petr Benda, Peter Vallo oraz Rosjanin Suren Gazarjan), nadając mu nazwę Myotis alcathoe circassicus. Okaz typowy pochodził z jaskini Bolszaja Fanagorijskaja na wysokości 340 m n.p.m., 11 km na zachodni południowy zachód od Fanagorijskoje, (44°28′09″N 38°58′40″E/44,469167 38,977778), w Kraju Krasnodarskim, w Rosji.
Myotis alcathoe należy do podrodzaju Myotis i grupy gatunkowej alcathoe. M. alcathoe i M. hyrcanicus stanowią grupę siostrzaną i wydają się tworzyć podstawowy klad wobec reszty podrodzaju Myotis. Autorzy Illustrated Checklist of the Mammals of the World rozpoznają dwa podgatunki.

### Etymologia
- Myotis: gr. μυς mus, μυός muos „mysz”; ους ous, ωτος ōtos „ucho”[8].
- alcathoe: w mitologii greckiej Alkatoe to córka Minosa, która odmówiła oddania czci bogu Dionizosowi, za co została przezeń zmieniona w nietoperza[9].
- circassicus: Czerkiesja, historyczny (XVI–XIX wiek) region w Kaukazie, obejmujący mniej więcej obszary Kraju Krasnodarskiego, Adygei i Karaczajo-Czerkiesji[3].

## Zasięg występowania
Nocek Alkatoe występuje w Eurazji, zamieszkując w zależności od podgatunku:
- M. alcathoe alcathoe – fragmentarycznie prawie w całej Europie, od północnej Hiszpanii po Niemcy, w tym Wielka Brytania, i na wschód do południowo-zachodniej Ukrainy i północno-zachodniej Turcji (Tracja Wschodnia); sygnały echolokacyjne z południowej Szwecji z pewnością reprezentują ten gatunek i mogą również istnieć zapisy z Łotwy.
- M. alcathoe circassicus – północne stoki Wielkiego Kaukazu w Rosji i Abchazji (Gruzja): ewentualnie także Osetia Północna (Rosja), północno-wschodnia Turcja (prowincje Artvin i Erzurum) i Azerbejdżan.

## Morfologia

Czaszka

Długość ciała (bez ogona) 39–44 mm, długość ogona 36–37 mm, długość ucha 11,4–13,4 mm, długość tylnej stopy 5,1–5,8 mm, długość przedramienia 29,7–34,6 mm; masa ciała 3,5–5,5 g. Ciało pokryte krótkim, jedwabistym futrem. Grzbiet ciała brązowy, brzuch jaśniejszy, niemal biały. Krótkie uszy z nożowatymi koziołkami. Pyszczek jasnobrązowy lub wręcz cielisty, znacznie jaśniejszy niż u blisko spokrewnionego nocka wąsatka. Wzór zębowy: I {\displaystyle {\tfrac {2}{3}}} C {\displaystyle {\tfrac {1}{1}}} P {\displaystyle {\tfrac {3}{3}}} M {\displaystyle {\tfrac {3}{3}}} = 38. Kariotyp wynosi 2n = 44 i FNa = 52 (Grecja).

## Ekologia

### Siedlisko
W Polsce stwierdzany głównie w lasach liściastych i mieszanych w sąsiedztwie cieków wodnych.

### Tryb życia
Na temat ekologii i zachowania tego gatunku dotychczas niewiele wiadomo. Nocek Alkatoe poluje na niewielkie owady, chwytane w locie nad wodą i wśród koron nadrzecznych drzew. Może tworzyć w kryjówkach letnich niewielkie kolonie rozrodcze – w Grecji trzy dorosłe samice i dwoje młodych znaleziono w jednej dziupli platanu, na wysokości 8 m nad ziemią. Emituje krótkie (5 ms) sygnały echolokacyjne, rozpoczynające się na około 120 kHz i kończące na 43–46 kHz.

## Ochrona
W Polsce jest objęty ścisłą ochroną gatunkową oraz wymagający ochrony czynnej, dodatkowo obowiązuje zakaz fotografowania, filmowania lub obserwacji, mogących powodować płoszenie lub niepokojenie.